# لمور ورزشکار پاسفید
 لمور ورزشکار پاسفید (نام علمی: Lepilemur leucopus) نام یک گونه از سرده لمورهای ورزشکار است.